# 3576 Galina
3576 Galina (1984 DB3) là một tiểu hành tinh vành đai chính được phát hiện ngày 26 tháng 2 năm 1984 bởi Chernykh, N. ở Nauchnyj.